# 布鲁菲 (特拉什-迪博鲁)
布鲁菲 (特拉什-迪博鲁)是葡萄牙布拉加区的一个堂区。总面积6.45平方公里，总人口57人，人口密度8.8人/平方公里。